# Ratuk Ngawang
Œuvres principales
Autobiographie en 4 volumes
Ratuk Ngawang aussi écrit Ratu Ngawang (tibétain : དབྲ་ཕྲུག་ངག་དབང, Wylie : dbra phrug ngag dbang Lithang, 1926 - 7 février 2016, New Delhi) est un moine devenu résistant et militaire tibétain. Il a écrit son autobiographie en 4 volumes en tibétain.

## Biographie
Ratuk Ngawang est né à Litang en 1926. Il est moine au monastère de Litang. Proche de Gompo Tashi Andrugtsang, il rejoint le Chushi Gangdruk, l'armée tibétaine de résistance fondée par Gonpo Tashi qui combattit l'Armée populaire de libération des années 1950 jusqu'au début des années 1970. Il en devint commandant.
En mars 1959, il est le chef de la sécurité qui escorte le 14e dalaï-lama en Inde, alors que des soldats chinois sont à sa poursuite.
À la suite de son évasion en Inde, il est nommé commandant en second de la Special Frontier Force. Formée en 1962, elle voit la guérilla tibétaine rejoindre l'armée indienne. Ratuk Ngawang est l'un des guérilleros tibétains qui se sont battus au Pakistan oriental au cours de la guerre indo-pakistanaise de 1971. Les soldats tibétains ont ainsi contribué à la victoire à l'Inde et à la création du Bangladesh. Le sacrifice des Tibétains n'a jamais été officiellement ou publiquement reconnu, ni par l'Inde, ni par le Bangladesh.
Il fut un des membres du Chushi Gangdruk recruté par opportunisme dans le Parti uni tibétain (1964-1973), le premier parti politique tibétain en exil co-fondé par Gyalo Dhondup, provocant une division au sein du Chushi Gangdruk qui continue d'affecter cette organisation de nos jours.
Dans les années 1980, Ratuk Ngawang gère l'hôtel Kailash, un modeste établissement à Dharamsala appartenant à l'association des anciens du Chushi Gangdruk.
En 2009, lors d'une interview de Ratuk Ngawang par Claude Arpi, ce dernier fait référence à la récente publication de son autobiographie (en tibétain) qui évoque son enfance dans la province du Kham du Tibet et sa fuite en Inde avec le dalaï-lama.
Ratuk Ngawang est mort d'une crise cardiaque chez lui à Majnu-ka-tilla (en) à New Delhi le 7 février 2016. Son épouse, son fils, ses deux filles et ses deux petites-filles lui survivent.